# Schweizerisches Zentrum für die Kartografie der Fauna
Das Schweizerische Zentrum für die Kartografie der Fauna (SZKF, bekannter unter der französischen Abkürzung CSCF) ist eine Schweizer Stiftung, deren Ziel das Sammeln, Verwalten und Verbreiten von Informationen zur Verbreitung und zur Ökologie der Schweizer Fauna ist. Das Zentrum arbeitet mit verschiedenen öffentlichen oder privaten Institutionen des Naturschutzes zusammen, um die Arten und ihre Lebensräume zu schützen.

## Aufgaben
Die hauptsächlichen Aufgaben sind: 
- Sammeln, Verwalten und Verbreiten von Verbreitungsdaten sowie weiterer Informationen zur Ökologie der Schweizer Fauna
- Zusammenarbeit mit öffentlichen oder privaten Institutionen des Umwelt-, Natur- und Landschaftsschutzes, um den Schutz der Arten und ihrer Lebensräume zu gewährleisten
- Fördern und Koordinieren der ökofaunistischen Forschung in der Schweiz
- Vereinfachung und Standardisierung der Erfassungsmethoden von Feldbeobachtungen und Sammlungsdaten
- Verbindungen zwischen der Faunaforschung in der Schweiz und jener im Ausland erhalten und verstärken, um sie in einen grösseren biogeografischen Kontext zu binden
- Förderung und Mitarbeit an der Erstellung von Bestimmungsliteratur der Lebensräume und der Arten der Schweizer Fauna

## Geschichte
Das CSCF wurde 1985 auf Initiative von Willy Matthey der Universität Neuenburg, von Christophe Dufour des Naturhistorischen Museums Neuenburg, von Willy Geiger, damals bei Pro Natura, sowie von Jean-Carlo Pedroli des kantonalen Jagd- und Fischereiamtes Neuenburg gegründet. Yves Gonseth übernahm die Leitung des Zentrums. Die ersten Aktivitäten widmeten sich dem Aufbau zweier nationaler Inventare zur Überwachung der Populationen von Tagfaltern und Libellen. Im Jahre 1990 wurde die Stiftung offiziell gegründet.
Alle Informationen zu Tierbeobachtungen werden seit Beginn in einer Oracle-Datenbank gespeichert. Seit 1995 verfügt das CSCF über ein geografisches Informationssystem, und seit 2001 stellt es Verbreitungsdaten von Tierarten in elektronischer Form im Internet zur Verfügung.
2001 wurde das CSCF vom Bund als nationales Kompetenzzentrum für die Fauna anerkannt und wird seither finanziell vom Bundesamt für Umwelt getragen. Seit 1999 ist es vom Bund mit der Strategie zur periodischen Überarbeitung der Roten Listen der Schweiz beauftragt. Es ist ebenfalls für die Datenerhebung der Z3/Z4-Indikatoren des Biodiversitäts-Monitorings (BDM-CH) verantwortlich. 2003 wurde das CSCF beauftragt, den Schweizer Knotenpunkt im globalen Datenverbundnetz Biodiversität (GBIF) aufzubauen. 
Im Jahr 2006 zogen CSCF und karch, das Kompetenzzentrum für den Schutz der Amphibien und Reptilien, in gemeinsame Räumlichkeiten. 2009 eröffnete das CSCF seine Online-Meldeplattform für faunistische Daten namens «Webfauna». 2009 schlossen sich die beiden Institutionen zu einer gemeinsamen, gemeinnützigen Stiftung unter dem Namen «Centre suisse de cartographie de la faune (CSCF) & Koordinationsstelle für Amphibien- und Reptilienschutz in der Schweiz (karch)» zusammen. 2016 änderte die Stiftung ihre Statuten von einer privatrechtlichen in eine öffentlich-rechtliche Stiftung und setzte ihrem Namen den Zusatz «info fauna» voran.

## Publikationen
Das Schweizerische Zentrum für die Kartografie der Fauna veröffentlicht in der Serie Fauna Helvetica verschiedene Publikationen. Pro Jahr erscheinen ein bis zwei Werke, welche Bereiche wie die Verbreitung von Tierarten (Atlanten) oder Bestimmungsschlüssel abdecken. 